# Jorge Oyarbide
Jorge Oyarbide (ur. 6 czerwca 1944 w Paysandú, zm. 14 listopada 2013 w Solymar) – piłkarz urugwajski, napastnik.
Oyarbide razem z klubem Club Nacional de Football dotarł do półfinału turnieju Copa Libertadores 1962, gdzie jego klub w walce o finał uległ swemu odwiecznemu rywalowi – drużynie CA Peñarol.
Dwa lata później razem z klubem Nacional dotarł do finału turnieju Copa Libertadores 1964, gdzie jego klub przegrał dwumecz jedną bramką z argentyńskim klubem CA Independiente. W całym turnieju Oyarbide zdobył jedną bramkę – było to w fazie grupowej w wyjazdowym meczu przeciwko paragwajskiej drużynie Cerro Porteño.
W turnieju Copa Libertadores 1966 Nacional dotarł do półfinału, a Oyarbide zdobył dla swego klubu 3 bramki.
W turnieju Copa Libertadores 1967 Oyarbide drugi raz dotarł z Nacionalem do samego finału, gdzie dopiero rzuty karne zdecydowały o ostatecznym triumfie argentyńskiego klubu Racing Club de Avellaneda.
Łącznie w swoich występach w Pucharze Wyzwolicieli Oyarbide zdobył 4 bramki.
Jako piłkarz klubu Nacional wziął udział w turnieju Copa América 1967, gdzie Urugwaj zdobył tytuł mistrza Ameryki Południowej. Oyarbide zagrał we wszystkich pięciu meczach – z Boliwią (zdobył bramkę), Wenezuelą (zdobył 2 bramki), Chile (zdobył bramkę), Paragwajem (w przerwie meczu zastąpił go Luis Alberto Vera) i Argentyną (w przerwie meczu zastąpił go Luis Alberto Vera). Jako zdobywca czterech bramek został wicekrólem strzelców turnieju i był najlepszym strzelcem reprezentacji Urugwaju.
Od 23 grudnia 1961 roku do 2 lutego 1967 roku Oyarbide rozegrał w reprezentacji Urugwaju 7 meczów i zdobył 4 bramki.